# قرار مجلس الأمن التابع للأمم المتحدة رقم 1797
قرار مجلس الأمن التابع للأمم المتحدة رقم 1797، المتخذ بالإجماع في 30 يناير 2008.

## القرار
أكد مجلس الأمن من جديد التزامه بالمساهمة في توطيد السلام والاستقرار في فترة ما بعد المرحلة الانتقالية في جمهورية الكونغو الديمقراطية، وأذن لبعثة الأمم المتحدة بمساعدة السلطات الكونغولية في تنظيم الانتخابات المحلية والتحضير لها وإجرائها.
اتخذ المجلس بالإجماع القرارالذي قدمته فرنسا، وبناءً على توصيات الأمين العام، التي أُحيلت إلى المجلس في رسالتين مؤرختين 11 تشرين الأول / أكتوبر و30 تشرين الثاني / نوفمبر 2007، وفي تقرير عن بعثة الأمم المتحدة في جمهورية الكونغو الديمقراطية المؤرخ 14 تشرين الثاني / نوفمبر 2007.
واستجابة لطلبات أعضاء المجلس للحصول على معلومات بشأن تكلفة دعم بعثة الأمم المتحدة للانتخابات - المتوقعة في النصف الأخير من العام - ترفق الرسالة المؤرخة 30 تشرين الثاني / نوفمبر تقديرات أولية. وفي آخر إجراء اتخذه المجلس بشأن البعثة، في 21 كانون الأول / ديسمبر 2007، مدد المجلس ولايتها حتى 31 كانون الأول / ديسمبر 2008 باعتماد القرار 1794 (2007).
تلا رئيس المجلس جياد الله الطلحي (ليبيا) بيانًا هنأ فيه الرئيس جوزيف كابيلا وحكومة جمهورية الكونغو الديمقراطية، وكذلك المنظمين والمشاركين في مؤتمر السلام والأمن والتنمية في شمال وجنوب كيفو، بمناسبة نجاح هذا الحدث، الذي عقد في غوما في الفترة من 6 إلى 23 يناير.
وأعرب المجلس عن سروره بشكل خاص لأن الجماعات المسلحة في كيفو الشمالية وكيفو الجنوبية قد تعهدت بالتقيد بوقف إطلاق النار الكامل والفوري، والبدء في سحب قواتها، والالتزام الصارم بقواعد القانون الإنساني الدولي والقانون الدولي لحقوق الإنسان، على النحو المنصوص عليه في بيان التزام وقعته الحكومة في 23 يناير.
في حين أشار المجلس تعهد الحكومة بالسعي للحصول على موافقة البرلمان على قانون عفو يغطي أعمال الحرب والتمرد، المجلس باستبعاد الإبادة الجماعية وجرائم الحرب والجرائم ضد الإنسانية من نطاق هذا العفو.

## روابط خارجية
- نص القرار في undocs.org